# توماس مور (سياسي)
توماس مور (بالإنجليزية: Thomas Moore)‏ هو سياسي أمريكي، ولد في 1759 في مقاطعة سبارتنبرغ في الولايات المتحدة، وتوفي في 11 يوليو 1822. حزبياً، نشط في الحزب الجمهوري الديمقراطي. وقد انتخب عضو مجلس نواب كارولاينا الجنوبية وانتخب عضو مجلس النواب الأمريكي.